# 湑水河
湑水河（又名湑河、湑水），是中国长江流域汉水水系的一条河流，汇入汉水上游左岸。河长166千米，流域面积2307平方千米，多年平均流量40立方米每秒。自然落差1636米。